# Рак Антін
Антін Рак (1876–1958, Відень) — громадський діяч у Любачеві, Винниках, Стрию й у Львові.
Родом з Сурохова Ярославського повіту (Галичина), суддя апеляційного суду у Львові, засланий на Сибір (1915–1920). Голова Товариства прихильників мистецтва у Львові (1930–1939), співробітник журналу «Життя і Право».

## Біографія
Антін Рак належав до найзаслуженіших для української справи людей у Винниках і повіті. Весною 1908 р. А.Рака призначено до повітового суду т.зв. комісаром для спростування ґрунтових книг(приміщення суду знаходилося на теперішній вул. Івасюка, 5).
Населення не німецьких країв тодішньої австро-угорської монархії не могло погодитися з німецькою доктриною, за якою перенесення прав на нерухомість може наступити тільки на підставі писемної згоди і запису в ґрунтові книги. В селах і далі мав силу старий слов'янський звичай переносити речеві права усно, зокрема ж права власності. З часом дійшло до того, що фактичний стан не збігався з записами в ґрунтових книгах. Це мав виправити новий закон.
Роль комісара для спростування ґрунтових книг у галицьких умовах була важлива, бо чесний суддя міг допомогти нашим часто неграмотним селянам. Незабаром виявилося, що суддя Рак — це «білий крук» між суддями-українцями. Це були часи австрійсько-польської влади, за якої державного урядовця вважали великим патріотом, якщо він ходив до церкви, вживав рідну мову, читав свої часописи тощо. Тому здавалося дивним, коли суддя Рак влився в українське патріотичне життя у Винниках та навіть став провідником його.
З українськими сторонами в суді він вживав українську мову і нею ж видавав судові рішення. На закид тодішнього начальника суду — москвофіла, що в суді немає стільки писарських сил, які знали б українську мову, холодно відповів, що треба змінити мовні закони або — писарів. Читальня «Просвіти» була йому другим домом, тоді як австрійському судді було небезпечно брати участь у народній праці.
Коли в неділю 12 квітня 1908 р. прийшла вістка про атентат на намісника Галичини Потоцького, суддя Рак сказав у читальні: «Добре зробили! Те належалося вже давно тому лайдакові (Потоцькому), як і всім старостам та іншим польським цуцикам». На такі слова тоді треба було мати відвагу.
Суддя А. Рак проводив свою діяльність у Винниках і в цілому повіті, дбаючи про національне й економічне піднесення селян. Його стараннями читальня «Просвіти» у Винниках набула більшу площу з будинком у центрі містечка від Крайового виділу. В цей час з 1907 р. по 1914 р. головою винниківської «Просвіти» був Левицький Володимир Лукич. А. Рак був заступником голови — секретарем «Просвіти». У Винниках він створив відділення Національно-демократичної партії.
По закінченні праці над ґрунтовими книгами, А. Рака переведено до окружного суду в Тернополі. Його діяльність там, мабуть, була така сама, бо під час московської окупації в 1914–1915 рр. його вивезено було в Сибір одним з перших. Там він пробув до 1921 р., а після повернення нові окупанти-поляки дали йому посаду судді.
Він був професійним правником, за що його цінували поляки. Навіть притягнення до судової відповідальності його сина Ярослава у процесі Степана Бандери за вбивство польського міністра Пєрацького, не принесло судді Ракові ніяких небезпечних наслідків: тоді як його син відповідав перед судом, батько виконував обов'язки окружного судді у Львові. Пізніше його переведено на до м. Тарнова, де його застала Друга світова війна. Від 1944 р. жив у Відні. Помер там же в 1958 р.
Дружина — Рак Софія— українська громадська діячка в Галичині.
Син — Рак Ярослав Антонович — український пластовий і політичний діяч, правник.